# Elision
Die Elision (lateinisch ēlīdere ‚herausschlagen‘, ‚herausstoßen‘) oder auch Tilgung bezeichnet das Weglassen eines oder mehrerer meist unbetonter Laute. In der Orthographie wird sie gelegentlich durch einen Apostroph als Auslassungszeichen gekennzeichnet (Beispiel: durch das → durch’s). Durch Elisionen kann auch aus zwei Wörtern ein Schmelzwort entstehen (Beispiel: durch das → durchs, siehe Klitikon).

## Phonologie
Aus sprachökonomischen Gründen werden beim Sprechen unbetonte Laute oft weggelassen. Ein Beispiel im Deutschen ist das e-Schwa, d. h. das unbetonte e der letzten Wortsilbe (z. B. „ich geb“ statt „ich gebe“). Auch ganze Silben und sogar betonte Silben können elidiert werden (z. B. „ne“ statt „eine“).
Elisionen können zu Lautwandel führen. Ein Beispiel ist Mädchen, das aus Mägdchen entstanden ist.
Der Lautwandel zeigt sich zuerst in den umgangssprachlichen Formen, z. B. umgangssprachlich nich (für standardsprachlich nicht), is (für ist) oder has (für hast). Ein Satz wie „Hast du mal einen Euro?“ wird umgangssprachlich zu „Hast d’mal’n Euro?“ oder zu „Has’ma’n Euro?“.
In einigen Sprachen wie etwa Italienisch oder Französisch betrifft die Elision oft unbetonte Auslautvokale, die getilgt werden, um einen Hiatus zu vermeiden. Der weggefallene Vokal wird durch einen Apostroph markiert (z. B. italienisch l’amico für lo amico, nessun’altra für nessuna altra).
In der französischen Umgangssprache gibt es Elisionen auch vor Konsonanten: je m’appelle Marc wird zu j’m’appelle Marc, je suis wird zu j’suis.
Nicht verwechselt werden sollte die Elision mit der Apokope (troncamento im Italienischen). Sie unterscheiden sich insofern, als die Apokope auch ganze Silben betreffen und vor einem Konsonanten erfolgen kann (z. B. un gran paese für un grande paese).

## Metrik
In der Dichtung wird die Elision als Stilmittel verwendet, um die Anzahl der Silben in einem Vers zu verringern und das Versmaß aufrechtzuerhalten.
- „Die ich rief, die Geister, / werd ich nun nicht los“ (Goethe, Der Zauberlehrling)
- „Lockt dich dein eigen Angesicht / nicht her in ew’gen Tau?“ (Goethe, Der Fischer)

In der lateinischen Dichtung wird ein Hiatus oft durch Elision vermieden. Ein Hiatus ist normalerweise das Zusammentreffen zweier Vokale über die Silben- oder Wortgrenze hinweg. Eine Hiatvermeidung kann auch eintreten, wenn das vordere Wort auf m auslautet:
- horrendum informe → horrendinforme
- quantum erat → quanterat

Die im Schriftbild nicht gekennzeichnete Elision ist nicht auf antike Texte beschränkt, so wird im heutigen Italienischen ebenfalls, für den nicht muttersprachlichen Sänger oft verwirrend, Elision durchgeführt, etwa:
- ove olezzano tepide e molli → ov’olezzano tepid’e molli (Verdi, aus Va, pensiero)
- bello, bello e impossibile con gli occhi neri e il tuo sapor mediorientale → bello, bell’e impossibile con gl’occhi neri e ’l tuo sapor mediorientale (Gianna Nannini – Bello e impossibile)

## Disemvoweling

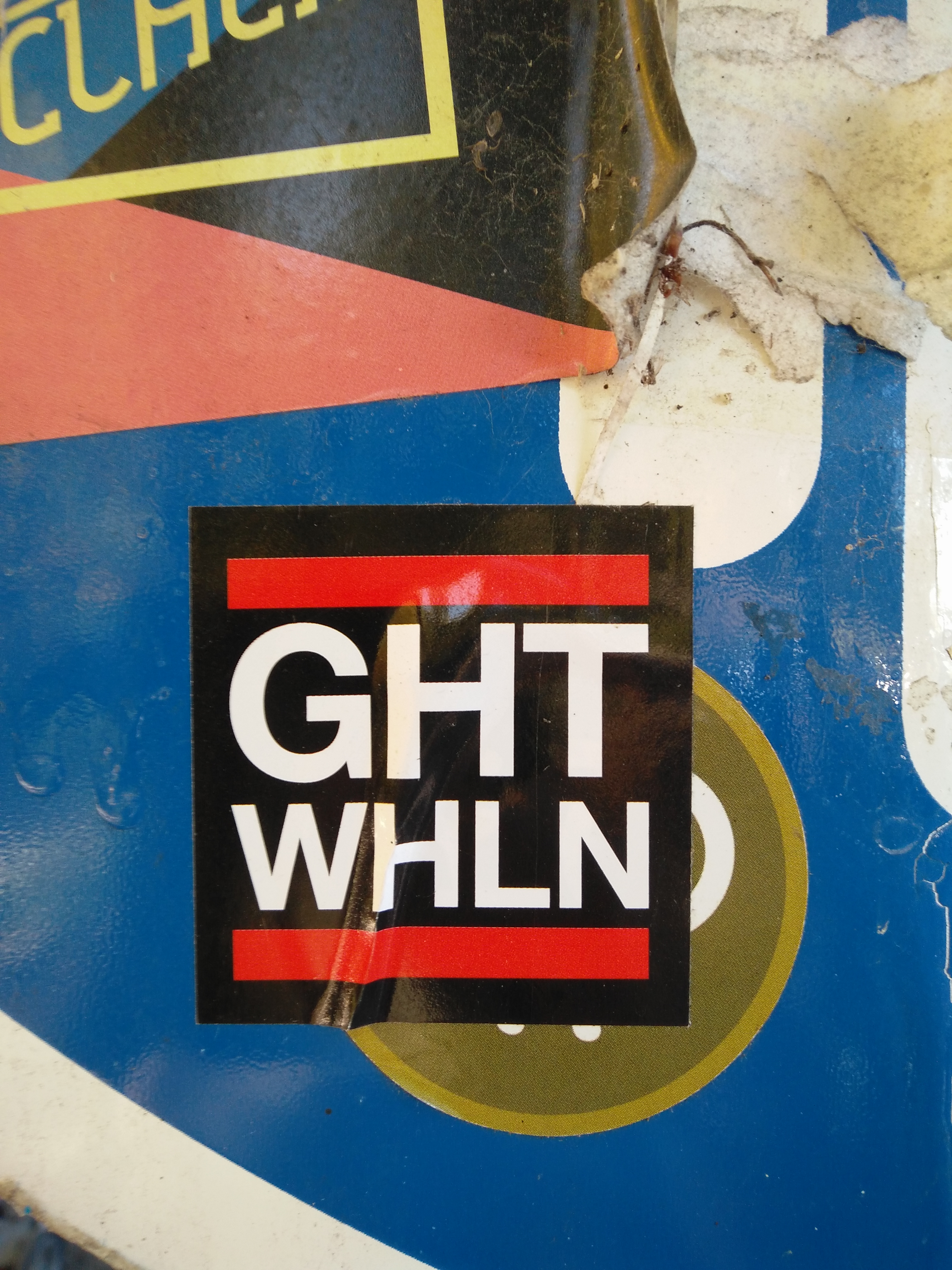
Aufkleber „GHT WHLN“ („Geht wählen“) im Design des Run-D.M.C.-Logos

Eine vollständige Elision der Vokale, die im Netzjargon, Memes, Band- und Markennamen zu finden ist, wird im Englischen als „disemvoweling“ (Kofferwort aus disemboweling ‚Ausweiden‘ und vowel ‚Vokal‘) bezeichnet. Dabei werden die Vokale von Wörtern in der schriftlichen Darstellung entfernt, aber ähnlich wie in einer Konsonantenschrift dennoch ausgesprochen. Ein Beispiel für ein Meme aus dem deutschsprachigen Raum ist der Slogan „FCK CPS“ („Fuck Cops“). Die Technik des disemvoweling wird außerdem verwendet, um Nachrichten in sozialen Medien schwerer durchsuchbar zu machen. Der Neologismus ,to disemvowel‘ geht auf den Roman Finnegans Wake von James Joyce zurück und ist im Internet seit den 1990er Jahren gebräuchlich, etwa in Newsgroups, wo die Vokalentfernung zu Zwecken der Moderation verwendet wurde. Seit den 2000er Jahren verwenden zahlreiche Bandnamen im Schriftbild Wörter ohne Vokale, zumeist mit Versalien, werden jedoch mit Vokalen ausgesprochen, etwa BLK JKS (Black Jacks), Brkn (Berkan), FNSHRS. (Finishers), GWLT (Gewalt), Kmpfsprt (Kampfsport), KSHMR (Kashmir), MSTRKRFT (Masterkraft), MNDR (Mandar), SBTRKT (Subtrakt), SDNMT (Seidenmatt), SXTN (Sixten) oder Wstrn (Western). Der Trend bei Bandnamen wurde damit erklärt, dass es für Wörter ohne Vokale leichter sei, eine Domain zu registrieren. Eine Studie aus dem Jahr 2018 beschrieb, dass Bandnamen mit Disemvowelings Probleme für die Sprachverarbeitung in intelligenten persönlichen Assistenten bereiten. In Deutschland setzte sich im Jahre 2021 das Bundespatentgericht in einem Urteil über die Shisha-Tabakmarke „Cndy Mln“ (Candy Melon) mit Disemvoweling auseinander.